# Julien Epaillard
Julien Epaillard (24 de julho de 1977) é um ginete francês.

## Carreira
Epaillard ganhou várias medalhas em nível de campeonato, incluindo uma medalha de bronze individual no Campeonato Europeu de 2023 e uma medalha de ouro, prata e bronze nos Campeonatos Europeus para Jovens Cavaleiros de 1996 e 1998. Ele também participou do Campeonato Mundial da FEI de 2022 e de duas finais da Copa das Nações da FEI e de duas finais da Copa do Mundo. Ele competiu em muitas competições internacionais, eliminatórias para a Copa do Mundo. Nos Jogos Olímpicos de Verão de 2024, em Paris, conquistou a medalha de bronze na disputa de saltos por equipes.
Epaillard começou a montar ainda jovem na fazenda de seus pais, no local onde nasceu. Ele competiu com muitos cavalos do mais alto nível e competiu em mais de 4.000 torneios.